# Kim Kwang-hyok (Fußballspieler)
Kim Kwang-hyok (korean.: 김광혁; * 27. August 1985) ist ein nordkoreanischer Fußballspieler.

## Karriere
Kim tritt international als Spieler der Sportgruppe 25. April in Erscheinung, dem Klub der Koreanischen Volksarmee.
Er kam 2004 während der Qualifikation zur Weltmeisterschaft 2006 zu drei Einsätzen in der nordkoreanischen Nationalmannschaft. 2005 gehörte er bei der Qualifikationsrunde zur Ostasienmeisterschaft 2005 zum nordkoreanischen Aufgebot und war mit zehn Treffern, darunter sieben beim 21:0-Sieg gegen Guam, bester Torschütze; für das Finalturnier fand er keine Berücksichtigung.
Mit der nordkoreanischen Olympiaauswahl (U-23) scheiterte er 2007 in der finalen Qualifikationsrunde für die Olympischen Spiele 2008, 2009 belegte der Stürmer mit dem Olympiateam bei den Ostasienspielen in Hongkong den vierten Rang.